# Ahmed Lutfi al-Sayyed
Aḥmed Luṭfī al-Sayyed (in arabo أحمد لطفي السيد‎?; Barqayn, 15 gennaio 1872 – Il Cairo, 5 marzo 1963) è stato un politico, diplomatico e attivista egiziano, anticolonialista, è stato il primo rettore dell'Università del Cairo.
Fu uno dei principali architetti del moderno nazionalismo egiziano e del secolarismo e del liberalismo del suo Paese. Chiamato il Professore della Generazione, fu tra i più fieri oppositori del Panarabismo, sottolineando con forza che gli Egiziani erano Egiziani e non Arabi.

## Biografia
Aḥmed Luṭfī al-Sayyed nacque da una famiglia di contadini nel villaggio di Barqayn, nell'attuale Governatorato di Daqahliyya, il 15 gennaio 1872. Studiò nell'Università al-Azhar dove seguì le lezioni di Muhammad ʿAbduh. ʿAbduh ebbe una profonda influenza sul pensiero riformista di Aḥmed Luṭfī al-Sayyed negli ultimi anni di studio. Aḥmed Luṭfī al-Sayyed studiò in seguito nella Facoltà di Giurisprudenza, laureandosi nel 1894.
Nel 1907, Ahmed Lutfi al-Sayyed fondò il primo partito politico egiziano: al-Umma ("la Comunità"), in risposta al cosiddetto Incidente di Denshawāʾi del 1906 e che segnò l'ascesa del sentimento nazionalistico-patriottico egiziano. Fondò anche il quotidiano del Partito Umma, al-Garīda (lett. "Il giornale"), che esplicitamente dichiarava: «al-Garīda è un partito puramente egiziano, il cui fine è quello di difendere gli interessi egiziani di ogni tipo».
Fu membro della delegazione (Wafd’) egiziana alla Conferenza di pace di Parigi, svolta a Versailles nel 1919, in cui egli invocò l'indipendenza dell'Egitto dal Regno Unito di Gran Bretagna e Irlanda.
Aḥmed Luṭfī al-Sayyed fu anche il primo Rettore dell'Università del Cairo, inaugurata il lunedì 11 maggio del 1925. Fu intimo amico di Taha Hussein (Ṭāhā Ḥusayn) e lasciò il suo posto di professore universitario in segno di protesta contro la decisione del governo egiziano di trasferire Taha Hussein dalla sua cattedra universitaria nel 1932. Presentò ancora una volta le proprie dimissioni nel 1937, quando la polizia egiziana irruppe nell'interno dell'Università del Cairo. Durante il suo Rettorato ebbe luogo la prima sessione di lauree femminili.
Aḥmed Luṭfī al-Sayyed occupò diverse posizioni di prestigio, quali la carica di ministro dell'Istruzione (come il suo amico Taha Hussein in passato), di ministro degli Interni, di direttore dell'Accademia di Lingua Araba del Cairo e di direttore della Dār al-Kutub (la "Casa dei Libri"), la principale e più prestigiosa biblioteca dell'intero mondo arabo, ricchissima di manoscritti. Morì nel 1963.